# Libickozma
Libickozma község Somogy vármegyében, a Marcali járásban. Lakosságszámát tekintve a megye és a Dél-Dunántúl legkisebb települése.

## Fekvése
A falu Belső-Somogy északi részén található a Marcalit Kaposvárral összekötő vonalon, az egykori "legrövidebb" út mentén, mintegy 20 kilométerre a Balaton déli partjától. Ma egyetlen szilárd burkolatú úton, a 6703-as útból kiágazó 67 128-as számú bekötőúton lehet elérni Somogyfajszról, de a környező erdőkön számos járható földút vezet keresztül, melyeken Pusztakovácsiból, Marcaliból (Boronka), Mesztegnyőről és Nagybajomból is meg lehet közelíteni.

## Története
Libickozma Lybycz és Kozma egyesüléséből jött létre, mindkét falu létezett már a 14. században. A földbirtokosok gyakran váltották egymást, mivel a terület homokos talaja nem kedvezett, s ma sem kedvez a földművelésnek, a határban eredő Koroknai-vízfolyás és az Aranyos-patak azonban alkalmas volt malmok működtetésére (a címer is utal erre), melyeket bukógáttal felgyorsított víz hajtott. A molnárairól híres község lakosait ezért „bukógátiaknak” hívták egykor, s hívják elvétve még ma is.
A 18-19. században erdőségei miatt a környék betyárok kedvelt búvóhelyéül szolgált. A rengetegben álló csárda horvát gazdája, Pirók Márton (Marcin) maga is üzletelt a betyárokkal: mint mondják, még Sobri Jóskával is.
Az 1930-as évekre a falu népessége – a hozzátartozó kisebb falvakkal és tanyákkal együtt (Szőkepuszta, Kopárpuszta, Háromház, Feketeberek) – elérte maximumát, az 1055 főt.
A lakosok létszámának jelentős növekedését az is elősegítette, hogy 1920-ban gyülekezetplántáló baptisták költöztek Szőkepusztára Soltvadkertről, Kiskunhalasról, Gyomáról, Szadáról. A Bonyhádi Bank a jelzáloggal terhelt nagybirtokot fölparcellázta és eladta. A betelepülők földeket vettek, házakat építettek. Kezdetben az uradalmi birtok egyik épületében – amelyet a vadkerti Menyhárt Béla vásárolt meg – tartották az istentiszteleteket, majd 1931-ben felépítették azt a kéttornyú kápolnát, amelyet Marosi Béla fiatal baptista építész tervezett. A bemerítéseket a közeli Aranyos-patakban végezték. A gyülekezet jelentős gyarapodásnak indult, olykor egyszerre 20 fehérruhást is bemerítettek.  Jelentős volt a vasárnapiiskolai, a zenei és az énekkari munka is. Első lelkipásztoruk Soós Simon volt. A templomépítést 1931. április 16-án kezdték és abban az évben szeptember 8-án megnyitották. A második világháborúban istállónak használták, a templom használhatatlanná vált. A felújítást 1945 nyarán kezdték és 1946 őszén másodszor avatták fel. A környező lakóházak is romos állapotba kerültek. A téeszesítéskor az imaházat gabonaraktárnak használták, a kisteremben permetszereket tároltak. A művelésiág megváltoztatása után lebontását tervezték. Jóföldi Gábor lelkipásztor javasolta Rékasi Csaba fiatal építésznek, hogy vásárolja meg, mivel erre nem volt mód, bérbe vette és később a Kaposvári Baptista Gyülekezet tulajdonába került. 2006-ban a Baptista Egyház a Napsugár Gyermekmentő Alapítványnak adományozta. Az Alapítvány restaurálta, így került sor a " Zarándok Kápolna " harmadik felavatására 2007. július 29-én. Az avatáskor Horváth Gábor polgármester és dr Almási Mihály lelkipásztor vágta át a nemzeti színű szalagot.
A század közepétől a lakosságszám villámgyorsan kezdett csökkenni úgy, hogy mára a falu mindössze 45 állandó lakost számlál, ezzel megszerezve Somogy vármegye és a Dél-Dunántúl legkisebb lélekszámú településének címét. Az elnéptelenedés oka, ahogy más dunántúli ún. aprófalvak esetében is, a kedvezőtlen mezőgazdasági feltételek, s azoknak még kedvezőtlenebb kezelése (TSZ-esítés). Ellenhatásként jelentkezik ugyanakkor, hogy az 1980-as évektől egyre több külföldi (főleg német), illetve városbeli vásárol telket Libickozmán a nyugalom és a gyönyörű természeti környezet miatt, és beruházásaikkal javítják az infrastruktúrát. Régóta van már a faluban teniszpálya, az utóbbi években pedig – a falusi turizmust elősegítendő – halastavat alakítottak ki a kertek alján, és egy erdei panzió is épült.

## Közélete

### Polgármesterek
| 1990-'94       | 1990-'94       | 1994-'98       | 1998-'02    | 2002-'06    | 2006-'10      | 2010-'14      | 2014-'19      | 2019-'24      | 2024-         |
| '90-'92        | '92-'94        | 1994-'98       | 1998-'02    | 2002-'06    | 2006-'10      | 2010-'14      | 2014-'19      | 2019-'24      | 2024-         |
| -------------- | -------------- | -------------- | ----------- | ----------- | ------------- | ------------- | ------------- | ------------- | ------------- |
| Czuring József | Horváth László | Horváth László | Samu Ferenc | Samu Ferenc | Horváth Gábor | Horváth Gábor | Horváth Gábor | Horváth Gábor | Horváth Gábor |
| –              | –              | –              | –           | –           | –             | –             | –             | –             | –             |
|                |                |                |             |             |               |               |               |               |               |

A község első polgármestere a rendszerváltás után Czuring József lett, ám ő két évvel a hivatalba lépés után meghalt, ezért a településen 1992. december 13-án időközi polgármester-választást kellett tartani. Az ekkor a falu élére álló Horváth József 1994-ben is elnyerte a többség bizalmát, 1998-ban viszont már nem jelöltette magát. Utódja két cikluson át Samu Ferenc lett; 2006 óta pedig megszakítás nélkül Horváth Gábor a község első embere.
Ritka eset, hogy a 2010. október 3-án megtartott önkormányzati választás után, a polgármester-választás tekintetében nem lehetett eredményt hirdetni, mert szavazategyenlőség alakult ki a két jelölt között: mindketten 20-20 érvényes szavazatot kaptak. Az emiatt szükségessé vált időközi választásra 2010. december 18-án (rendhagyó módon szombati napon) került sor, ezen a hivatalban lévő polgármester, Horváth Gábor az érvényes szavazatok 62,07 %-át szerezte meg, amivel megőrizhette tisztségét.
| A polgármester-választások főbb adatai | A polgármester-választások főbb adatai | A polgármester-választások főbb adatai | A polgármester-választások főbb adatai | A polgármester-választások főbb adatai | A polgármester-választások főbb adatai | A polgármester-választások főbb adatai | A polgármester-választások főbb adatai | A polgármester-választások főbb adatai | A polgármester-választások főbb adatai |
| Év                                     | Év                                     | Jelöltek száma                         | Részvétel                              | Megválasztott polgármester             | Megválasztott polgármester             | Megválasztott polgármester             | Szavazat                               | Szavazat                               | Forrás                                 |
| Év                                     | Év                                     | Jelöltek száma                         | Részvétel                              | név                                    | szervezet                              | szervezet                              | db                                     | érv.%                                  | Forrás                                 |
| -------------------------------------- | -------------------------------------- | -------------------------------------- | -------------------------------------- | -------------------------------------- | -------------------------------------- | -------------------------------------- | -------------------------------------- | -------------------------------------- | -------------------------------------- |
| 1990                                   | 1990                                   | (nincs adat)                           | (nincs adat)                           | Czuring József                         |                                        | –                                      | (nincs adat)                           | (nincs adat)                           | [ 7 ]                                  |
|                                        | 1992                                   | 1                                      | 64%                                    | Horváth László                         |                                        | –                                      | 37                                     | 100%                                   | [ 3 ]                                  |
| 1994                                   | 1994                                   | 2                                      | 82%                                    | Horváth László                         |                                        | –                                      | 27                                     | 59%                                    | [ 8 ]                                  |
| 1998                                   | 1998                                   | 2                                      | 79%                                    | Samu Ferenc                            |                                        | –                                      | 19                                     | 53%                                    | [ 9 ]                                  |
| 2002                                   | 2002                                   | 2                                      | 69%                                    | Samu Ferenc                            |                                        | –                                      | 27                                     | 100%                                   | [ 10 ]                                 |
| 2006                                   | 2006                                   | 3                                      | 94%                                    | Horváth Gábor                          |                                        | –                                      | 19                                     | 58%                                    | [ 11 ]                                 |
| 2010 ⚠                                 | 2010 ⚠                                 | 2                                      | 95%                                    | –                                      |                                        | –                                      | (20)                                   | (50%)                                  | [ 4 ]                                  |
|                                        | 2010                                   | 2                                      | 87%                                    | Horváth Gábor                          |                                        | –                                      | 36                                     | 62%                                    | [ 5 ]                                  |
| 2014                                   | 2014                                   | 2                                      | 82%                                    | Horváth Gábor                          |                                        | –                                      | 21                                     | 78%                                    | [ 12 ]                                 |
| 2019                                   | 2019                                   | 1                                      | 71%                                    | Horváth Gábor                          |                                        | –                                      | 22                                     | 100%                                   | [ 13 ]                                 |
| 2024                                   | 2024                                   | 2                                      | 75,68%                                 | Horváth Gábor                          |                                        | –                                      | 22                                     | 78,57%                                 | [ 1 ]                                  |

## Népesség
A település népességének változása:
| Lakosok száma | 31   | 27   | 28   | 28   | 44   | 32   | 31   |
|               | 2013 | 2014 | 2015 | 2021 | 2022 | 2023 | 2024 |

A 2011-es népszámlálás során a lakosok 96,3%-a magyarnak mondta magát (3,7% nem nyilatkozott). A vallási megoszlás a következő volt: római katolikus 70,4%, református 3,7%, felekezet nélküli 7,4% (18,5% nem nyilatkozott).
2022-ben a lakosság 65,9%-a vallotta magát magyarnak, 13,6% németnek, 2,3% egyéb, nem hazai nemzetiségűnek (20,5% nem nyilatkozott; a kettős identitások miatt a végösszeg nagyobb lehet 100%-nál). Vallásuk szerint 31,8% volt római katolikus, 4,5% egyéb keresztény, 2,3% egyéb katolikus (61,4% nem válaszolt).
Libickozma népessége 1949. évben még 1023 fő volt, ami 1980-ra 135 főre csökkent le. 2001-ben hivatalosan a falu lakossága 47 fő volt. 

## Nevezetességei
A falu egyetlen utcájában számos régi vályogház látható, jellegzetes az aszfaltút és a házsor között húzódó széles fűsáv. Az utca végén lévő kápolnát 1920 körül építették, rajta a második világháborúban elhunyt hősök emléktáblája áll (az erdőben húzódott 1944-ben a front). Ugyancsak a '20-as évekből származik a szőkepusztai kápolna, mely évente néhányszor baptista istentiszteletnek ad helyet. A Kopárpuszta felé vezető úton áll a „Képes fa”, melynek odvába egykor hálából Szűz Mária-képet tett az erdész, mivel alatta ápolták, mikor rosszul lett. A fát azóta nagy becsben tartják a helyiek, s gyakran imádkoznak alatta.
A fentebb említett szőkepusztai kápolna ma már 2007. július 29-től felújított állapotban megtekinthető. Az egykor itt élt baptisták és leszármazottjaik minden év július utolsó vasárnapján megemlékező istentiszteletet tartanak.
2008. július 27-én dr Almási Mihály a Pesterzsébeti Baptista Gyülekezet lelkipásztora és Horváth Gábor polgármester felavatta a Napsugár Gyermekmentő Alapítvány gyermektáborát.

## Természeti környezet
A falut nagy kiterjedésű erdőség fogja közre. A község címerében is látható erdei ciklámen nagy tömegben fordul itt elő, akárcsak tavasszal a hóvirág és a tőzike, valamint számos gombaféle (pl.: őzláb, vargánya és szegfűgomba avagy „csibegomba”). Az erdő fáit többnyire tölgy, éger és akác alkotja, de van jó pár telepített fenyves is. Mivel a terület mélyen, a Balaton egykori árterén helyezkedik el, a vidék természetes tavakban, mocsarakban és lápokban gazdag, ám a földeket elárasztva a falut is gyakran sújtja a belvíz. Az erdő számos madárfajnak, kis- és nagyvadnak ad otthont, vadászni lehet őzre, gímszarvasra és vaddisznóra is. A Libickozma körüli erdő területén számottevő a (védett) vidra állománya. A falutól pár kilométerre húzódik a Boronka-melléki Tájvédelmi Körzet, melyet kirándulókat szállító erdei vasút szel át (Mesztegnyőről indul).